# Кто будет тебе петь
«Кто будет тебе петь» (исп. Quién te cantará) — испанский фильм 2018 года режиссёра Карлоса Вермута. Премьера фильма состоялась на Кинофестивале в Сан-Себастьяне.

## Сюжет
У известной певицы Лилы после несчастного случая началась амнезия. Её помощница Бланка просит фанатку Виолету помочь Лиле снова вспомнить каково быть Лилой.

## В ролях
- Найва Нимри — Лила Кассен
- Эва Льорач — Виолета
- Карме Элиас — Бланка Герреро
- Наталия де Молина — Марта
- Хулиан Вильягран
- Игнасио Матеос

## Премии и Номинации
На 33-й ежегодной премии «Гойя» фильм удостоился семи номинаций и стал обладателем одной награды — за лучший женский актёрский дебют для Эвы Льорач.